# 美国国家科学奖章
美国国家科学奖章（英語：National Medal of Science），也称总统科学奖章（英語：Presidential Medal of Science）是由美国总统授予曾在行为与社会科学、生物学、化学、工程学、数学及物理学领域作出重要贡献的美国科学家。美国国家科学基金会（NSF）下属的国家科学奖章委员会负责推荐奖章候选人给总统。
国家科学奖章，是由美国国会法令86-209的基础上在1959年8月25日建立的。该荣誉勋章原本是奖励在「物理、生物、数学、科学或工程」领域的科学家。美国总统肯尼迪通过行政命令于1961年成立国家科学奖章委员会，该委员会由美国国家科学基金会管理。1979年，美国科学促进会建议将奖项扩大到社会及行为科学。
第一次国家科学奖章由肯尼迪总统于1963年2月18日颁发给加州理工学院喷气推进实验室的西奥多·冯·卡门以表彰他在火箭科学的贡献。虽然国会法令86-209规定每年可以有20人领取奖章，但实际上每年约12-15人获得。另外有的年份没有颁奖，1962年至2004年间已有6年没有颁奖。截至2016年5月19日最后一次颁奖，共有506人获此荣誉。

## 华人得主
- 1975年
  - 陈省身，数学家
  - 吴健雄，物理学家
- 1986年
  - 杨振宁，物理学家
  - 李远哲，化学家
  - 林同棪，结构工程师
- 1988年，朱经武，物理学家
- 1993年，卓以和，物理学家、电器工程师
- 1997年，丘成桐，数学家
- 2000年，冯元桢，生物工程学家、生物力学家
- 2011年，钱煦，生物医学家
- 2016年，胡正明，微電子學家

## 外部連結
- National Science Foundation （页面存档备份，存于）
- National Science & Technology Medals Foundation （页面存档备份，存于）
- Using the National Medal of Science to recognize advances in psychology （页面存档备份，存于）